# Hans von Speyer
Pour les articles homonymes, voir Speyer.
Hans von Speyer était un écrivain allemand du XVe siècle. Il est probablement né près de Spire (Speyer) en Allemagne dans le milieu du XIVe siècle. En 1491 il réalise le MS M.I.29, un manuel d'escrime compilant différents traités de la tradition de Johannes Liechtenauer. En 1455 un Hans von Speyer assiste Johannes Gutenberg dans la création de la police de caractère pour la « Bible à 42 lignes », mais l'on ne sait pas s'il s'agit du même écrivain.